# Rosa Venus
Rosa Venus es el quinto álbum de estudio de la banda de rock alternativo Fobia, lanzado al mercado el 25 de abril de 2005 a través de Sony Music y distribuido internacionalmente por RCA Records. Fue lanzado después de su regreso a los escenarios en 2003. 
Para él se contó con la producción de Gordon Raphael, aclamado productor de bandas como The Strokes. En él se encuentra una temática más oscura, motivo que se tomó en cuenta al momento de elegir el nombre, que contiene la palabra "rosa", contrastando con el contenido. El nombre completo hace referencia a una marca de jabones, popular en los hoteles de paso.
Antes de lanzar el disco, Doritos eligió a "No Eres Yo" como el tema principal de su campaña publicitaria.

## Lista de canciones
| N.º | Título                    | Autor                               | Duración |  |
| 1.  | «Rosa Venus»              | Francisco Huidobro, Jay De La Cueva | 2:46     |  |
| 2.  | «No Eres Yo»              | Francisco Huidobro                  | 4:01     |  |
| 3.  | «200 Sábados»             | Francisco Huidobro                  | 3:34     |  |
| 4.  | «No Soy Un Buen Perdedor» | Francisco Huidobro                  | 4:30     |  |
| 5.  | «12 Pasos»                | Francisco Huidobro                  | 3:09     |  |
| 6.  | «Un Camino y Un Camión»   | Francisco Huidobro                  | 3:24     |  |
| 7.  | «2 Corazones»             | Francisco Huidobro                  | 3:11     |  |
| 8.  | «Todas las Estrellas»     | Francisco Huidobro                  | 2:54     |  |
| 9.  | «Una Vida Sencilla»       | Leonardo de Lozanne, Jorge Amaro    | 3:14     |  |
| 10. | «Muy Maniaco de Mi Parte» | Francisco Huidobro                  | 3:53     |  |
| 11. | «Sembrando Estrellas»     | Francisco Huidobro, Iñaki Vázquez   | 3:41     |  |
| 12. | «Hoy Tengo Miedo»         | Francisco Huidobro                  | 4:30     |  |

## Músicos

### Grupo
- Leonardo de Lozanne: Voz
- Francisco Huidobro: Guitarras
- Iñaki Vázquez:Teclados, Sintetizadores, y Programación
- Jay De La Cueva: Batería, Programación y Coros
- Cha!: Bajo

### Músicos invitados
- Gordon Raphael

## Personal
- Ingenieros: Marco Moreno y Francisco Huidobro
- Asistente: Raul Durán
- Estudio de Grabación: Estudio 19

Personal de las Canciones "No Eres Yo", "12 Pasos" y "200 Sábados" 

- Ingenieros: Jesús Daniel Marti y Daniel Santos
- Asistente: Enrique Rojo
- Estudio de Grabación: La Cabaña

Gabaciones Adicionales
- Ingeniero: Francisco Huidobro
- Estudio de Grabación: Limbo Lab.

- Ingeniero de Grabación: Rodolfo Vazquez
- Estudio de Grabación: Manu Estudios

- Mezclado: Joe Chicarelli
- Protools Master: Marco Moreno
- Drum Doctor: Elohim Corona

## Trivia
- Un camino y un camión es la canción con la que Francisco Huidobro agradece al grupo Molotov haberlo llevado de gira por Europa.
- Este disco es el primero donde Jay de la Cueva colaboró como músico.